# ناو کلاس فارگو
کروزر کلاس فارگو (به انگلیسی: Fargo-class cruiser) یک کلاس از کشتی است که طول آن ۶۰۸ فوت ٫۲۵ اینچ (۱۸۵٫۳ متر) می‌باشد.